# Niaccabana siculipalpis
Niaccabana siculipalpis är en fjärilsart som beskrevs av Embrik Strand 1920. Niaccabana siculipalpis ingår i släktet Niaccabana och familjen nattflyn. Inga underarter finns listade i Catalogue of Life.